# عفص (جنس)
العفص   أو التُّويا جنس نباتي يتبع الفصيلة السروية. يشمل هذا الجنس خمسة أنواع، موطن ثلاثة منها شرق آسيا بينما ينتمي الاثنان الآخران إلى أمريكا الشمالية. يتراوح ارتفاعها ما بين 3-18 متر.

## أنواعه
- العفص الستانديشي (باللاتينية: Thuja standishii)
- العفص السيشواني (باللاتينية: Thuja sutchuenensis)
- العفص الغربي (باللاتينية: Thuja occidentalis)
- العفص الكوري (باللاتينية: Thuja koraiensis)
- العفص المطوي (باللاتينية: Thuja plicata)

## أنواع سابقة

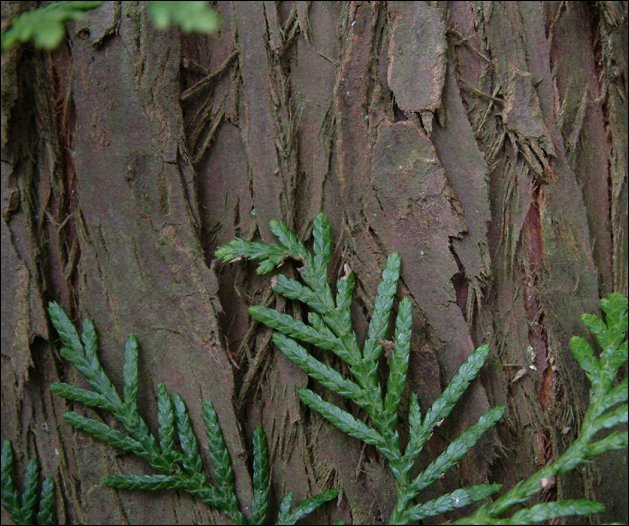
أوراق العفص

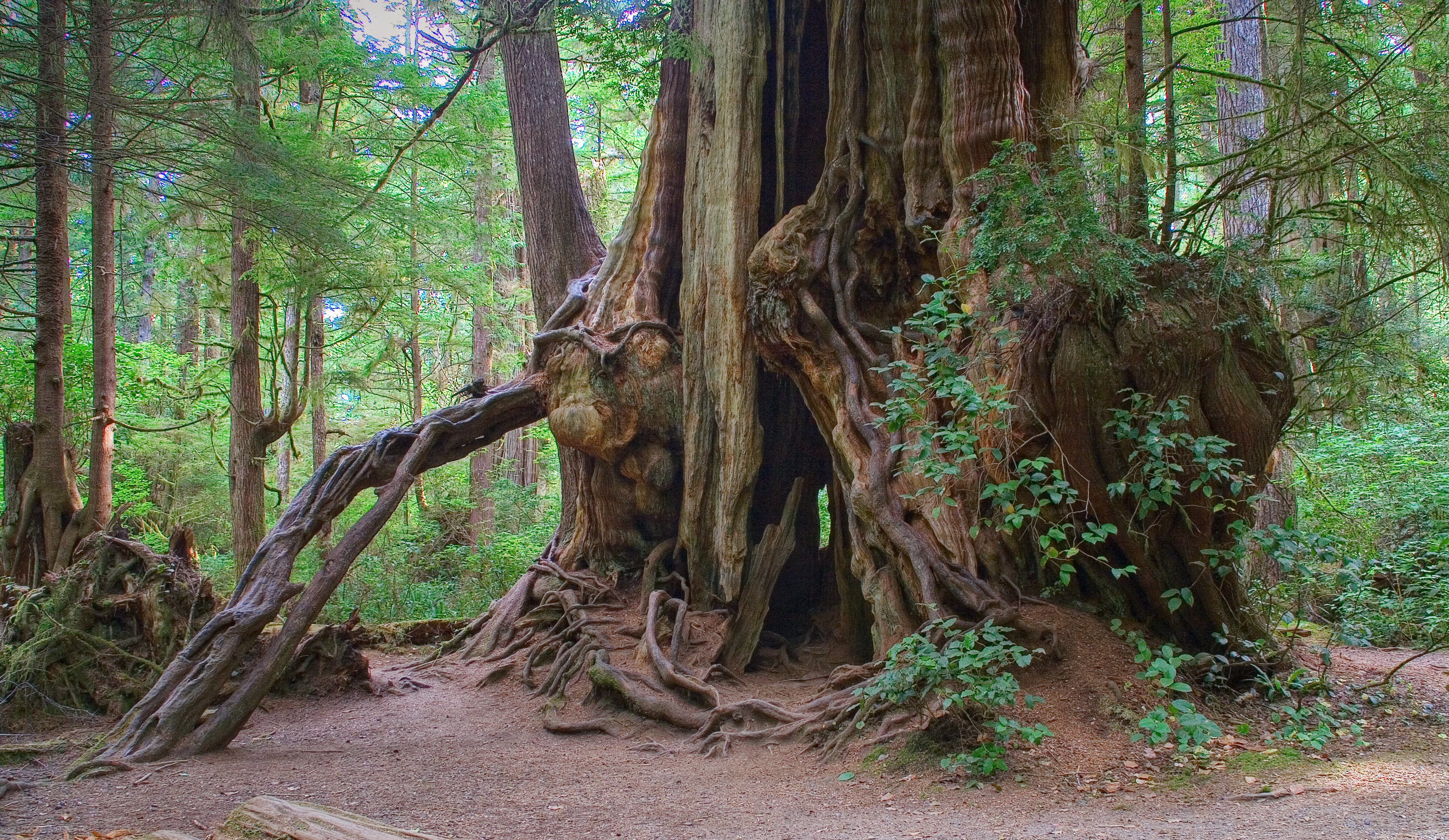
غابة قديمة، شبة جزيرة أولمبيكا، الولايات المتحدة الأمريكية

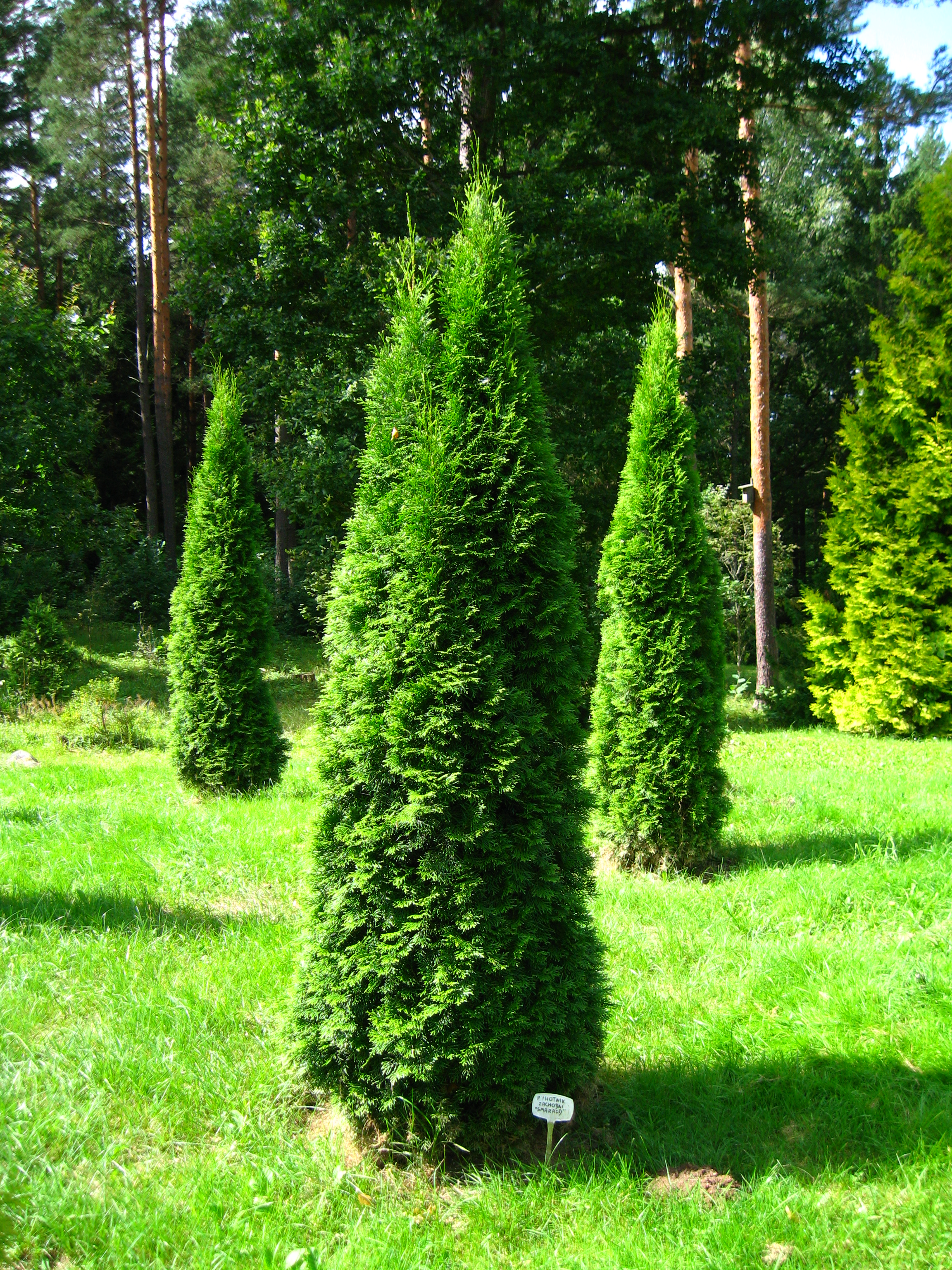
أصناف من العفص الغربي في المشجر

- عفص شرقي